# 伊氏弓背蚁
伊氏弓背蚁（学名：Camponotus eastwoodi）俗称东木弓背蚁，是弓背蚁属的一种，属于黑头种团（Camponotus nigriceps species group）。该物种由McArthur于 1996年描述，仅分布于昆士兰州和新南威尔士州，为澳洲的独有物种。 

## 命名方式
种加名“eastwoodi”为一个姓氏，中文译为“伊斯特伍德”，故翻译为“伊氏弓背蚁”。